# Uromunna petiti
Uromunna petiti är en kräftdjursart som först beskrevs av Amar 1948.  Uromunna petiti ingår i släktet Uromunna och familjen Munnidae. Inga underarter finns listade i Catalogue of Life.